# Höltinghausen
Höltinghausen, niederdeutsch Höltinghuusen, ist eine Bauerschaft der Gemeinde Emstek im Landkreis Cloppenburg in Niedersachsen (Deutschland).

## Geschichte
Die Bauerschaft Höltinghausen ist wahrscheinlich um 1400 durch Abspaltung von Halen entstanden (1360 Westerhalen, 1417 Holtinghus).
Der Name Höltinghausen deutet auf früher reichlich vorhandene Waldungen hin: Der Hölting ist die Versammlung der Markgenossen einer Holzmark. Die Kampfluren am Rande des Altdorfes lassen auf mittelalterliche Waldrodungsmaßnahmen schließen.

## Verkehr
Der Bahnhof Höltinghausen liegt an der 1875 gebauten Bahnstrecke Oldenburg–Osnabrück, wird jedoch nicht mehr im Personenverkehr bedient.  Als Betriebsbahnhof wird er heute noch regelmäßig für Zugkreuzungen genutzt.

## Sport
1920 wurde der Sportverein Höltinghausen als Fußballverein gegründet.
Im Laufe der Jahre kamen die Abteilungen Handball, Tischtennis, Damenfußball und Volleyball dazu.
Bis zur Saison 2007/08 zeichnete sich der SV Höltinghausen durch seine Fußball-Damenabteilung aus, deren erste Mannschaft bis in die Fußball-Regionalliga aufstieg. Seit der Saison 2008/09 laufen die Fußballerinnen für den BV Cloppenburg auf.

## Musik
Die Musik im Dorf wird seit 1965 vom Musikkorps Höltinghausen, sowie dem Kirchenchor, einem Kinder- und Jugendchor sowie einer Schola gemacht.

## Bildung, Soziale und Öffentliche Einrichtungen, Kirche

### Bildung

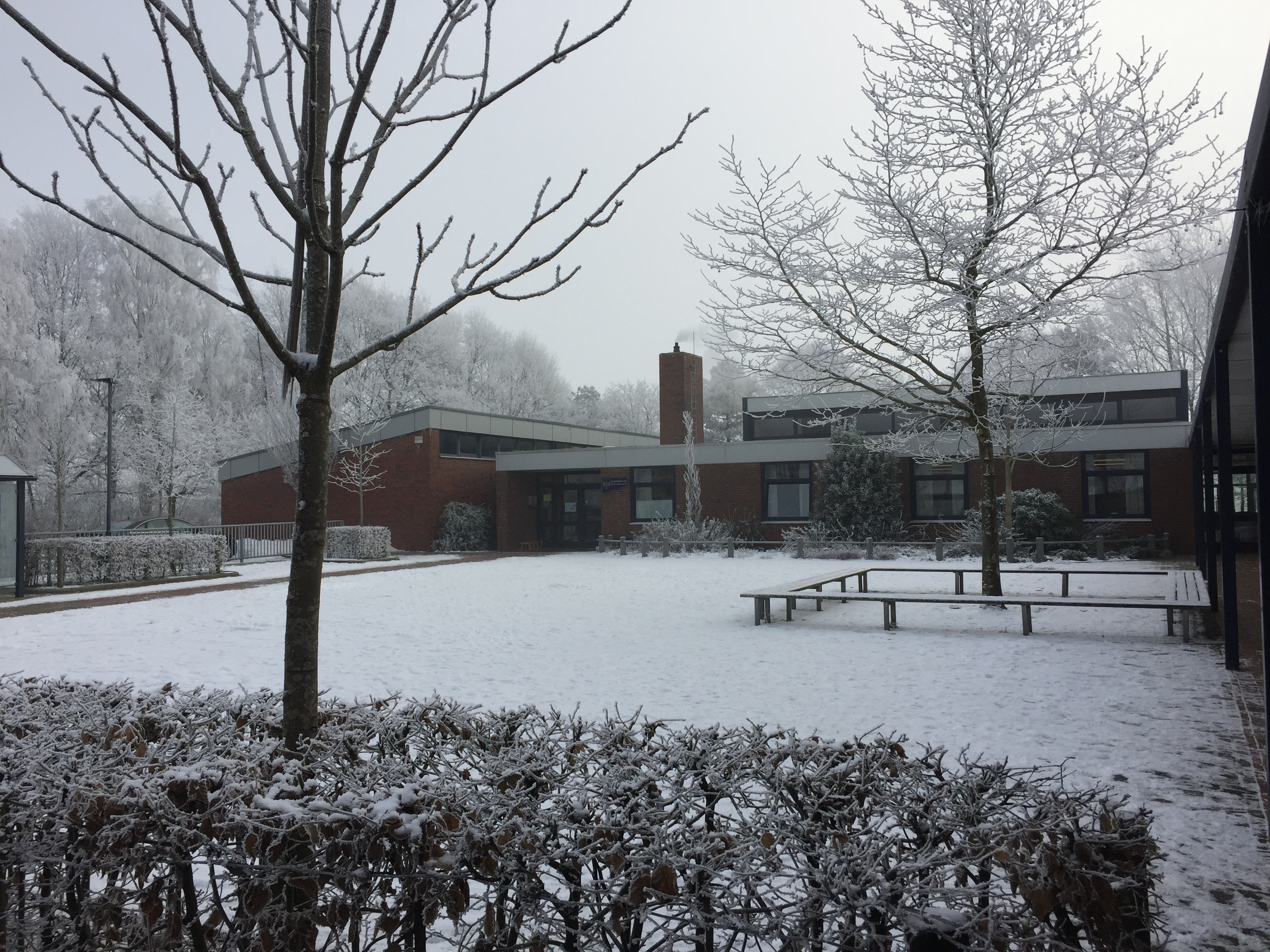
Die Grundschule Höltinghausen (2017)

Im Bereich der Bildung befinden sich in Höltinghausen der Don Bosco-Kindergarten mit 75 Plätzen sowie die Grundschule. Ein Schulzentrum (Oberschule) befindet sich in Emstek. Allgemeinbildende und Fachgymnasien sind in Cloppenburg vorzufinden.

### Öffentliche Einrichtungen
In Höltinghausen befindet sich die öffentliche katholische Bücherei St. Aloysius.

### Kirche

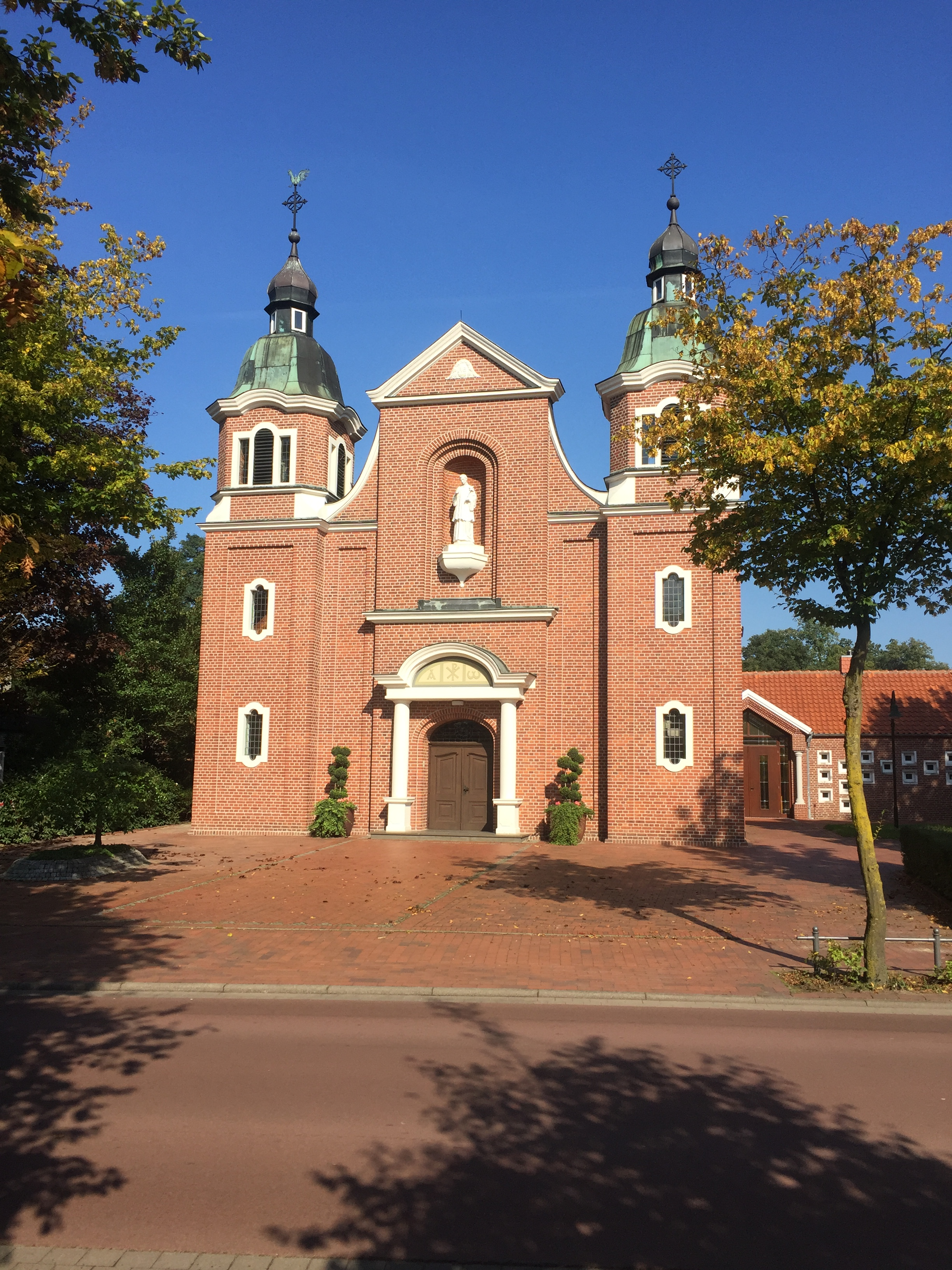
St. Aloysius

1924 wurde in Höltinghausen die katholische St. Aloysius-Kirche im Stil einer Basilika erbaut. Am 2. Dezember 1926 wurde die Kirche offiziell eingeweiht. Eine selbstständige Kapellengemeinde ist sie seit 1952.
Am 7. März 2010 wurden die Katholischen Pfarrgemeinden St. Aloysius Höltinghausen, St. Marien Halen und St. Margaretha Emstek zur Pfarrgemeinde St. Margaretha zusammengelegt.

## Persönlichkeiten
- Vanessa Kossen (* 1981/1982), Journalistin und Fernsehmoderatorin